# 강원특별자치도농산물원종장
강원특별자치도농산물원종장(江原道農産物原種場)은 지방자치법 제114조에 따라 미곡, 맥류, 두류, 옥수수, 잡곡류 그 밖에 중요 농산물의 우량종자 생산 보급을 위해 설치된 강원특별자치도청 소속기관이다. 강원특별자치도 춘천시 충열로 99에 위치하고 있다.

## 같이 보기
- 강원특별자치도청